# 커맨드 앤 컨커: 타이베리안 시리즈
커맨드 앤 컨커: 타이베리움 사가는 적대적인 두 파벌인 국제 연합 소속의 지구 방위 기구(GDI, Global Defence Initiative)와 테러리스트 그룹 노드 형제단(NOD, The Brotherhood of Nod)의 대결을 배경으로 하는 실시간 전략 시뮬레이션 게임으로 웨스트우드 스튜디오가 제작했다.
타이베리안 시리즈의 첫 번째 작품 타이베리안 돈에서 타이베리움에 대한 줄거리가 시작된다. 타이베리움이라 불리는 새로운 자원-이 자원은 지상으로 솟아나서 이를 채취하여 쉽게 유용한 물질로 바꿀 수 있다.-에 대한 갈등이 타이베리안 시리즈의 주된 내용이다. 타이베리움의 이름은 이 물질이 발견될 당시의 장소가 티베르강이었다는 연유에서 지어졌다. 타이베리움은 독성이 매우 강하고 돌연변이를 강하게 유발하는 물질이다. 타이베리움은 외계의 지구화된 물질이라는 의견이 있다.
GDI가 타이베리움을 유용한 물질로 바꾸고 지구인과 환경체계에 미치는 피해를 감소시키는 연구에 주력하는 동안 노드는 새로운 시대를 알리는 사자로서의 타이베리움의 존재를 환영하는 입장을 취했다. NOD는 타이베리움을 무기화시키는 연구를 완료하였고 노드의 지도자인 케인은 환경 체계를 타이베리움에 기초한 행성으로 바꿀 계획을 세웠다. GDI는 국가들의 상태를 유지하여 새로운 세계에 대한 케인의 계획에 반격을 가했다. 노드는 GDI에 대한 세계의 반응을 미디어 조작을 통해 바꾸었다.
타이베리움 사가는 항상 성경에 숨겨진 의미를 적극 활용한다. 노드의 지도자인 케인(Kane)은 성경에 나오는 첫 살인자인 카인(Cain)의 철자를 변용한 것이다. 실제로 카인은 그의 범죄로 인해 노드(놋) 땅으로 추방되었다.

## 시리즈 게임 목록
- 커맨드 앤 컨커: 타이베리안 돈 (1995)
  - 코버트 오퍼레이션 (확장판) (1996)
- 커맨드 앤 컨커: 솔 서바이버 (1997)
- 커맨드 앤 컨커: 타이베리안 선 (1999)
  - 파이어스톰 (확장팩) (2000)
- 커맨드 앤 컨커: 레니게이드 (2002)
- 커맨드 앤 컨커 3: 타이베리움 워 (2007)
  - 커맨드 앤 컨커 3: 케인의 분노 (확장팩) (2008)
- 커맨드 앤 컨커 4 (2010)